# Feliks Kuczyński
Feliks Kuczyński herbu Ślepowron (zm. 1814) – cześnik podlaski w 1794 roku, miecznik podlaski w latach 1790–1794, skarbnik drohicki w latach 1789–1790, marszałek ziemi drohickiej w konfederacji targowickiej w 1792 roku, pełnomocnik Rady Najwyższej Narodowej w ziemi drohickiej w czasie insurekcji kościuszkowskiej.